# Plutarch (biskup Bizancjum)
Plutarch – biskup Bizancjum w latach 89–105. 